# 大迪本
大迪本（德語：Groß Düben）是德国萨克森州的市镇，隶属于格尔利茨县。总面积为15.06平方千米，截至2023年12月31日总人口为1,067人。